# Eugen Bauder
 (avril 2016).
Si vous disposez d'ouvrages ou d'articles de référence ou si vous connaissez des sites web de qualité traitant du thème abordé ici, merci de compléter l'article en donnant les références utiles à sa vérifiabilité et en les liant à la section « Notes et références ».
Eugen Bauder est un acteur allemand et un mannequin né le 5 mars 1986 à Alma-Ata, en république socialiste soviétique kazakhe (URSS).

## Biographie

### Carrière
Eugen Bauder naît dans une famille d'origine allemande de citoyens soviétiques déportée au Kazakhstan depuis la Seconde Guerre mondiale. Lorsque l'URSS éclate en 1991 et que la liberté de circuler est instituée, sa mère émigre avec lui en Allemagne d'où venaient ses ancêtres deux siècles auparavant. Il poursuit ses études secondaires dans une école technique de Binzen dans le Bade-Wurtemberg. C'est son ancienne petite amie qui envoie une vidéo amateur à un photographe de mannequins, déclenchant ainsi le début de la carrière de mannequinat d'Eugen Bauder.
De mars à septembre 2010, il joue dans la série télévisée allemande Eine wie keine le rôle de Moritz Berg. Il a travaillé comme mannequin notamment pour Hugo Boss, Shiatzy Chen, Dsquared², Calvin Klein, Jean-Paul Gaultier, Armani, Guess et pour Cacharel. Il incarne le parfum Amor pour homme de cette dernière maison.
Eugen Bauder demeure à Berlin.

## Filmographie

### Cinéma
- 2013 : Lisa Lilly (court-métrage)
- 2014 : Coming In (de) : Joao
- 2016 : Ronny & Klaid : Cyrus
- 2016 : Fucking Berlin : Thomas

### Télévision

#### Émission de télévision
- 2008 : Un dîner presque parfait

#### Séries télévisées
- 2010 : Eine wie keine (en) : Moritz Berg
- 2010, 2013 : SOKO Stuttgart (de) : Jonas Berglen / Fynn Brenner
- 2011 : Das Traumschiff (de) : Tom Richter
- 2012 : Family Mix : Ivan
- 2012 : In aller Freundschaft : Uwe Stieren
- 2012 : Heiter bis tödlich: Akte Ex (de) : Mario Jago
- 2013 : #TheAssignment : Eugen
- 2015 : SOKO Wismar (de) : Harald Kern

#### Téléfilm
- 2015 : Zum Teufel mit der Wahrheit : Luca